# Guldiner

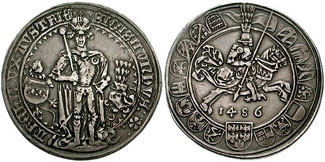
Guldiner Zygmunta Habsburga

Guldiner lub Guldengroschen  – srebrny ekwiwalent guldena bity od 1486 roku w Tyrolu. Prekursor talara.
Moneta zyskała w XVI wieku ogromne znaczenie. Na awersie znajduje się postać arcyksięcia Zygmunta. Łaciński podpis archidux austriae oznacza arcyksiążę Austrii. Rewers monety przedstawia rycerza podczas turnieju oraz herby, które do celów politycznych używane były przez Zygmunta. Monety zarówno dawniej, jak i współcześnie są używane do celów reprezentacyjnych.
Moneta wybijana była w mennicy w miejscowości Hall in Tirol w Tyrolu, gdzie obecnie znajduje się muzeum.